# Jam El Mar
Jam El Mar, właśc. Rolf Ellmer (ur. 3 grudnia 1960) – niemiecki muzyk. Jeden z najbardziej znanych w tym kraju producentów muzyki house i trance.
Były członek zespołu Jam & Spoon. Znany także pod pseudonimem Trancy Spacer. Posiada klasyczne wykształcenie muzyczne (gitara).

## Albumy
- System 7 "Phoenix" (2008)

## Kompilacje
- "No More Ugly Germans" (1991)
- "Super Trance Dance Volume 4" (1997)
- "Just The Best 3/2001"  (2001)